# Halipeurus pelagicus
Halipeurus pelagicus är en insektsart som först beskrevs av Henry Denny 1842.  Halipeurus pelagicus ingår i släktet Halipeurus och familjen fjäderlöss. Inga underarter finns listade i Catalogue of Life.